# 新富乡
新富乡，是中华人民共和国黑龙江省鹤岗市绥滨县下辖的一个乡镇级行政单位。

## 行政区划
新富乡下辖以下地区：
新富村、新荣村、新村村、新山村和新滨村。